# Rosa Yehézkel Gabay
Rosa Yehézkel Gabay (Estambul, Imperio Otomano, (1850- Estambul,Turquía1940) fue una escritora y traductora sefardí. Junto a la salonicense Reina Hakohén y la bosnia Laura Papo, es considerada una de las primeras escritoras en judeoespañol. 

## Trayectoria
Perteneció a una familia de periodistas e intelectuales. Su padre, Yehézkel Gabay, juez del Tribunal Supremo y también traductor,fundó el periódico Jurnal Yisraelit que posteriormente se denominó El Nacional y, finalmente, El Telégrafo. En él se publicaron traducciones de su hermano Isaac Gabay y algunas obras de Rosa Yehézkel Gabay.
En 1871 publicó en la imprenta familiar la única obra original que se conoce de ella, el manual de urbanidad La Kortesiya o reglas de buen komportamyento, un compendio de advertencias y consejos, incluidas cuestiones religiosas, orientadas a mujeres y niñas judías, considerando que la educación de estas beneficiaría a la de sus hijos e hijas y, por tanto, a la sociedad. Era habitual entonces que la prensa judía publicase material instructivo con relación a la higiene, la alimentación o las formas de comportarse, entre otras cuestiones, y que en muchas ocasiones estas informaciones estuviesen dirigidas a las mujeres.
El libro, de 179 páginas y 16 capítulos y escrito en judeoespañol para facilitar su lectura, se publicó en el periódico fundado por su padre y dirigido por su hermano. La autora cuidó personalmente de la edición de la que, con mucha probabilidad, se hicieron pocos ejemplares. En la actualidad se conservan dos: uno en la British Library u otro en el Instituto Ben-Zvi de Jerusalén. Pudo haberse inspirado en otros tratados de urbanidad de la época, escritos en castellano y también dirigidos a la educación de las niñas, como La niña cortés o Lecciones de urbanidad y decoro para los colegios de señoritas, publicado por José Codina en 1863.
En 1878, años después de la publicación de La Kortesiya o reglas de buen komportamyento, Yehézkel Gabay tradujo del griego al judeoespañol la obra de teatro Las soreteras o Sara. 